# Pitminster
Pitminster is een civil parish in het bestuurlijke gebied Somerset West and Taunton, in het Engelse graafschap Somerset met 956 inwoners.